# Crieff
Crieff (Schots-Gaelisch: Craoibh of nl:boom) is een dorp in de Schotse lieutenancy Perth and Kinross in het gelijknamige raadsgebied Perth and Kinross. De rivier Earn stroomt door Crieff.
Crieff ligt op het kruispunt van de weg tussen Perth en Crianlarich en die tussen Greenloaning en Aberfeldy.
Het dorp is anno 2010 een toeristische trekpleister, bekend om de whisky van de Glenturret Distillery en haar verleden in verband met de veedrijverij.

## Geschiedenis
Gedurende enkele eeuwen kwamen de Highlanders vanuit het noorden naar Crieff om daar hun vee (black cattle) te verkopen waarvan het vlees en de huiden erg in trek waren bij de bewoners uit de steden van Zuid-Schotland en het noorden van Engeland. Crieff was ieder jaar een verzamelplaats voor de veeverkoop die hier op 29 september werd gehouden, de dag van het feest van de aartsengel Michaël. De velden en heuvels rond Crieff waren zwartgekleurd door de tienduizenden stuks vee die van ver afgelegen plaatsen kwamen zoals Caithness en de Buiten-Hebriden.
Tijdens die periode was Crieff als een plaats in het Wilde Westen waar zowel paardendieven, ordinaire bandieten en dronken veedrijvers zich ophielden. De onvermijdbare misdaden werden bestraft via ophanging aan de galgen waardoor Crieff door heel Europa bekend werd.
Tijdens de 18e eeuw verving men de boom waaraan de misdadigers werden opgehangen door een houten structuur, op het einde van Burrell Street, een plek die men anno 2010 Gallowhill noemt. De Gallowford Road die omgedoopt werd tot Ford Road, leidde voorbij de galgen naar het drukke kruispunt bij de Earn. De lijken van de gehangenen (tot zes in aantal) die men boven de hoofden van de passanten liet bengelen waren een waarschuwing voor iedereen. De Highlanders groetten hen met de woorden: "God zegene u, en dat de duivel u vervloekt". De resten van de galgen worden in een Museum te Perth bewaard.

## Geboren in Crieff
- Denis Lawson (1947), acteur
- Ewan McGregor (1971), acteur

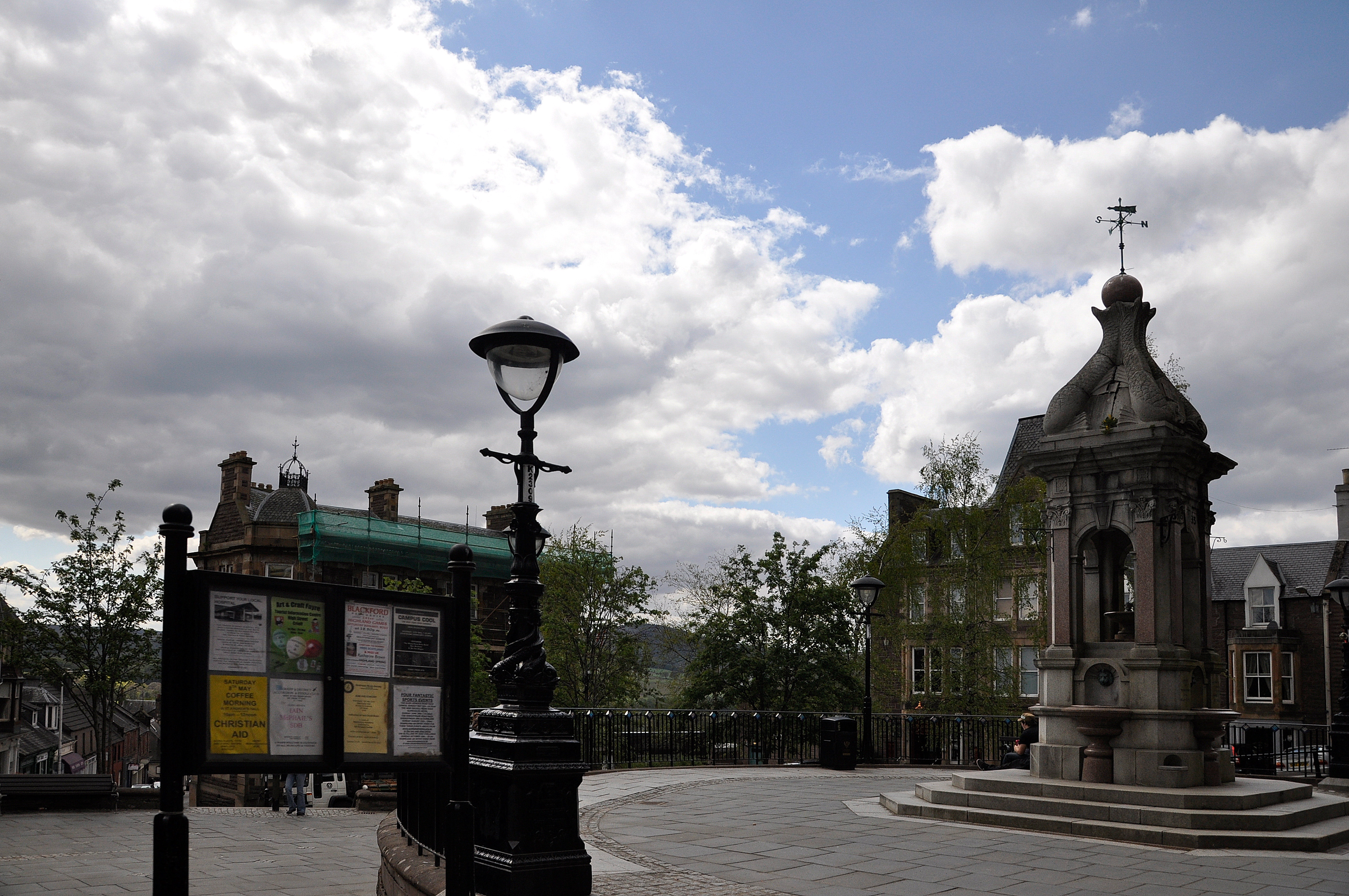
Crieff
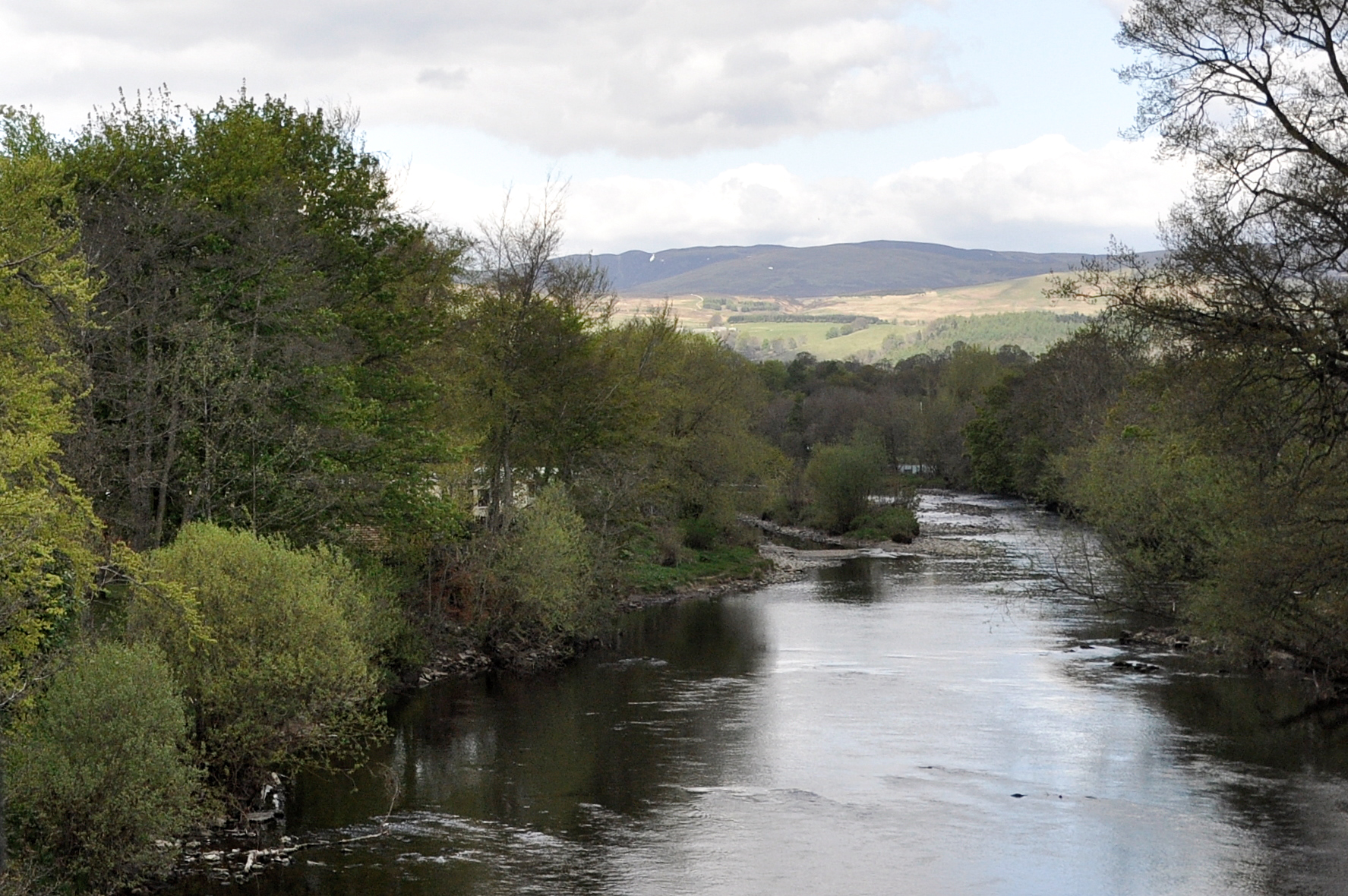
De Earn in Crieff